# Fellodistomum brevum
Fellodistomum brevum är en plattmaskart. Fellodistomum brevum ingår i släktet Fellodistomum och familjen Fellodistomatidae. Inga underarter finns listade i Catalogue of Life.